# Авібаал
Авібаал (Абібаал) (*фінік. 𐤀𐤁𐤅𐤁𐤏𐤋 д/н — 981/978 до н. е.) — цар міста-держави Тір близько 990—981/978 роках до н. е. Ім'я перекладається як «Мій батько — Баал». Основні відомості про нього містяться в праця Йосипа Флавія «Проти Апіона», який спирався на Менандра Ефеського, що працював вархіві тірських хронік.

## Життєпис
Про походження відомості обмежені. Можливо був нащадком з жрецького або царського роду з Сідону, що було зруйновано внаслідок нападу філістимлян. В будь-якому разі за невідомих обставин між 1000 та 990 роками до н. е. повалив стару династію й захопив владу в державі.
Заклав основи для нового піднесення Тіру. Головну увагу приділяв укріпленню стін та мурів, оскільки загроза з боку філістимлян не зникла. Ймовірно першим укладав угоду з юдо-ізраїльським царем Давидом. Помер між 981 та 978 роками до н. е. Йому спадкував син Хірам I.